# Красногорский (Челябинская область)
Красного́рский — рабочий посёлок Еманжелинского района Челябинской области России.
Население 11 883 чел. (2023).
Железнодорожная станция (Красносёлка) на участке Челябинск — Троицк Уральского железнодорожной рокады, в 70 км к югу от областного центра города Челябинска.

## История
Первые постройки посёлка датируются 1946 годом.
Статус посёлка городского типа с 1952 года.
Построен в 1954—1958 годах как шахтёрский посёлок при угольных шахтах «Куллярская 1-2», «Куллярская 3», «Красносельская», а также при разрезе «Красногорский» на разрабатываемом Еманжелинском месторождении Челябинского угольного бассейна. Большинство угольных предприятий посёлка закрыты в 1995 году.

## Население
| 1959    | 1970    | 1979    | 1989    | 2002    | 2005    | 2006    |
| ------- | ------- | ------- | ------- | ------- | ------- | ------- |
| 13 073  | ↗14 385 | ↗14 395 | ↗15 393 | ↘13 702 | ↗13 975 | ↗14 182 |
| 2007    | 2008    | 2009    | 2010    | 2011    | 2012    | 2013    |
| ↘13 684 | ↘13 575 | ↗13 997 | ↘13 624 | ↗13 633 | ↗13 673 | ↘13 528 |
| 2014    | 2015    | 2016    | 2017    | 2018    | 2019    | 2020    |
| ↘13 307 | ↘13 159 | ↘12 915 | ↘12 575 | ↘12 338 | ↘12 119 | ↘12 036 |
| 2021    | 2023    |         |         |         |         |         |
| ↘12 023 | ↘11 883 |         |         |         |         |         |

## Экономика
Основные предприятия посёлка: крупнейший в Челябинской области свинокомплекс, комбикормовый завод (входят в ООО «Агрофирма «Ариант»), завод абразивного инструмента. 